# 秋田喜三郎
秋田 喜三郎（あきた きさぶろう、1887年（明治20年）3月17日 - 1946年（昭和21年）4月12日）は、国語教育学者で戦時中文部省で初等教育国語教科書の編纂に携わった。

## 生涯
秋田喜三郎は、1887年（明治20年）3月17日滋賀県栗太郡上田上村桐生（現大津市上田上桐生町）に生まれた。同郷の上田上村には2歳年下で後に京都帝国大学理学部（天文学）教授で多くのアマチュア天文学者を育てた山本一清がいる。一清の祖父は漢学者山本栗斎で、父は滋賀県内尋常小学校等で実際の教育の場に立った山本清美である。喜三郎はその青年期まで、すぐ近くに当時県内でも有数の教育者がいる中で育った。
1910年（明治43年）滋賀県師範学校（現滋賀大学教育学部）を卒業、同附属小学校訓導となり、1920年（大正9年）には奈良女子高等師範学校附属小学校（現奈良女子大学附属小学校）に転じ、この間、国語教育実践の理論確立につとめ1914年（大正3年）『読方教授の新研』を発表し、以降多くの国語教育に関する著書を記した。1935年（昭和10年）神戸市視学（各学校を視察する役職）となるが7カ月で辞任し、以降全国の小学校を回り実際の教育の場を視察すると共に指導にあたり、1941年（昭和16年）から文部省で初等教育国語教科書の編纂に携わった。1945年（昭和20年）東京大空襲で被災し、帰郷したが翌1946年（昭和26年）4月12日死去した。
生涯多くの国語教育関係図書を発刊している。なかでも『創作的読方教授』にみる「作者想定法」論は、現在の読解鑑賞学習指導に影響を及ぼし、また『初等教育国語教科書発達史』は彼の研究成果を象徴する労作として教育界から高く評価されている。
- 創作的読方教授において従来の「意味を無視して一通り読むことだけを行い、その後講義を行う」やり方を批判し、「初めから意味と結びつけて読む」ことの重要性を説いた。また、「作者想定法」は、読解指導において文章中から「作者」を想定する学習方法論で、「作者」とは原作者ではなく読み手が想定する（「仮想の作者」＝「語り手」と言うべき存在）。仮想の作者を通じて文章を書こうとした背景を描出し、作者概念を考察する[2][3]。
- 国民科国語の教科書を、説話教材の新体系、生活教材の新着眼、表現態度の系統、韻文教材の詩情、文語教材の新着想、音声言語の重視、国語教材と語法指導、書簡文の新着想、片仮名の提出法、平仮名の新提出法、漢字の配当、附録教材の採録、の観点から分析した[4]。

## 主な著作
- 「読方教授の新研究」（山口徳三郎・秋田喜三郎著 以文館 1914年）
- 「創作的読方教授」（秋田喜三郎著 明治出版 1919年）
- 「児童学習文と文話」（秋田喜三郎著 目黒書店 1922年）
- 「一郎の読方 学習物語」（秋田喜三郎著 目黒書店 1922年）
- 「児童中心国語の新学習法」（秋田喜三郎著 明治図書 1922年）
- 「修訂国語の新学習法」（秋田喜三郎著 明治図書 1924年）
- 「読方学習と創作」（秋田喜三郎著 明治図書 1925年）
- 「綴方学習と創作」（秋田喜三郎著 明治図書 1925年）
- 「国語読本の縦断的研究」（秋田喜三郎著 東洋図書 1925年）
- 「発展的読方の学習」（秋田喜三郎著 明治図書 1925年）
- 「読方問題の基調」（秋田喜三郎著 明治図書 1927年）
- 「発展的読方の実際 読本全課 尋4」（秋田喜三郎著 明治図書 1927年）
- 「綴方新学習法」（秋田喜三郎著 東洋図書 1928年）
- 「綴方学習指導書 課程中心 尋1」（秋田喜三郎著 東洋図書 1930年）
- 「全高等小学読本の本質的研究」（秋田喜三郎著 明治図書 1930年）
- 「寧人随筆学習徒の断想」（秋田喜三郎著 明治図書 1931年）
- 「尋常小学読方学習指導案 尋5」（秋田喜三郎著 明治図書 1931年）
- 「学習徒の断想 寧人随筆」（秋田喜三郎著 明治図書 1931年）
- 「読方教育の新相」（秋田喜三郎著 目黒書店 1932年）
- 「現代の読方教育」（秋田喜三郎他述 大分県教育会 1933年）

- 「小学国語読本指導書 尋常科用 巻1-巻12」（秋田喜三郎著 明治図書 1935年-1938年）
- 「課程中心綴方学習指導書 尋2」（秋田喜三郎著 東洋図書 1935年）
- 「課程中心綴方学習指導書 尋4」（秋田喜三郎著 東洋図書 1935年）
- 「課程中心綴方学習指導書 尋6」（秋田喜三郎著 東洋図書 1935年）
- 「解釈実践国語教育 尋1」（秋田喜三郎著 明治図書 1936年）
- 「新国語教育実践問題」（秋田喜三郎著 晃文社 1936年）
- 「創作本位新読本と綴方教育」（秋田喜三郎 晃文社 1937年）
- 「新読本と綴方教育 創作本位」（秋田喜三郎著 晃文社 1937年）
- 「指導過程実践読方教育」（秋田喜三郎著 明治図書 1938年）
- 「讀本の體系的研究」（秋田喜三郎編 晃文社 1939年）
- 「新読本縦の研究」（秋田喜三郎著 明治図書 1939年）
- 「国民科読方主任のために」（秋田喜三郎著 晃文社 1940年）
- 「皇民錬成国語の学習訓練」（秋田喜三郎著 明治図書 1940年）
- 「私の読方研究授業」（秋田喜三郎著 晃文社 1940年）
- 「自民錬成国語の学習訓練」（秋田喜三郎著 明治図書 1940年）
- 「国民学校国語教育の真使命」（秋田喜三郎著 明治図書 1941年）
- 「日本語のお話 国民の魂」（秋田喜三郎著 明治図書出版 1942年）
- 「標準漢字の研究」（秋田喜三郎著 明治図書 1943年）
- 「初等教育国語教科書発達史」（秋田喜三郎著 文化評論出版 1977年）

秋田喜三郎に係る書籍
「滋賀大国文(37) 1999年7月」 P65「『作者想定』論の進展-昭和初期における秋田喜三郎の実践から 西川暢也」（滋賀大国文会）